# Росгартенские ворота
Росгартенские ворота (нем. Roßgärter Tor) — одни из восьми сохранившихся городских ворот Калининграда. Расположены на пересечении улиц Черняховского и Александра Невского, рядом с площадью Василевского и музеем янтаря.

## История
Нынешнее здание ворот расположено на том месте, где располагались одноимённые ворота, относившиеся к первому вальному укреплению города (начало XVII века).
Сохранившееся до наших дней здание ворот было построено в 1852—1855 годах по проекту Инженера-гауптманна и директора крепостного строительства Ирфюгельбрехта и инженер-лейтенанта фон Хайля в Кёнигсберге. Проект фасада ворот был разработан тайным верховным строительным советником Августом Штюлером, руководителем Технической строительной депутации в Берлине. Автор скульптурных украшений — Вильгельм Людвиг Штюрмер.
Первый проект ворот был разработан в 1852 году ведомством крепостей в Кёнигсберге. Этот проект был значительно переработан тайным советником Штюлером. Штюлер сам проработал проект фасада, придав ему ярко выраженные готические формы.
После войны ворота были восстановлены и стали использоваться как кафе-ресторан «Солнечный камень».

## Архитектура
Ворота имеют всего один проезд шириной пять метров. С обеих сторон по бокам от проезда расположено по три каземата. Таким образом фасад ворот состоит из семи проёмов. Со стороны города казематы имеют окна, с внешней стороны — амбразуры.
Сверху над фасадом ворот расположен ряд зубцов, разделённый на две половины возвышенной центральной частью. По бокам центральная часть обрамлена двумя высокими восьмигранными башенками, которые завершаются декоративными машикулями. Между башенками расположена высокая арка, предворяющая собственно въезд в ворота. Над аркой расположена наблюдательная площадка, ограждённая зубцами. Справа и слева от арки проходят аркады, состоящие из арок, опирающихся на колонны.
По бокам от главной арки расположены два медальона-портрета, изображающие прусских генералов Шарнхорста и Гнейзенау.
В то время как городская сторона ворот отличается красивым декоративным оформлением, внешняя сторона не имеет декоративных украшений. С внешней стороны проезд прикрыт блокгаузом, из которого можно вести круговой ружейный и артиллерийской огонь и кордегардией, из амбразур которой можно было вести фронтальный и фланговый огонь. Кордегардия имела распашные ворота. Перед кордегардией располагался ров, через который был перекинут подъёмный мост.
В 1972 году ворота были реконструированы.